# Глядківський Павло Семенович
Павло́ Семе́нович Глядкі́вський (1896 — листопад 1979) — історик школи Михайла Грушевського.

## Життєпис
У 1931—1933 рр. продовжував працювати в Академії наук співробітником, згодом — у Культурно-історичній комісії. На нього, як на одного з найближчих до Грушевського осіб, 1931 р. звернули увагу співробітники НКВС, силоміць залучивши до секретного співробітництва. Ймовірно, не отримуючи від науковця очікуваних даних, чекісти відмовились від його послуг одночасно зі звільненням історика у серпні 1933 р. з ВУАН за «ідеологічну невідповідність сучасним вимогам науки». До наукової діяльності талановитий дослідник більше ніколи не повертався.
У листопаді 1933-го виїхав на будівництво цукрового заводу у селище Ертиль (Воронезька область) і працював там плановиком-економістом до травня 1935 р. Після повернення до Києва з 1936 по червень 1941 р. Глядківський викладав загальноосвітні предмети на курсах техмінімуму тресту Укрбудшлях.
З початком війни Павло Семенович на схід не евакуювався. Після окупації Києва фашистськими військами він зареєструвався у Київській міській управі й через відділ народної освіти управи був зарахований на роботу до видавництва «Школа» (колишня «Радянська школа»). Виконуючи обов'язки заступника завідувача, а потім головного секретаря видавництва, Глядківський займався реєстрацією співробітників, складав описи майна, приймав рукописи до друку тощо. Але у грудні 1941 р. через ліквідацію німцями цього видавництва, залишився без роботи.
З березня 1942 р. Глядківський став вчителем 34-ї київської школи, а з літа почав додатково завідувати дитячою їдальнею школи. На цих посадах колишній вчений працював до жовтня 1943 р., коли разом із родиною та іншими мешканцями Києва був вивезений у закритому вагоні до Німеччини.
Глядківському, який опинився у Берліні, пощастило приписатися до трупи київських артистів, що обслуговували військовополонених, і мати завдяки цьому паспорт, а також пайок і право вільно пересуватися містом.
Після звільнення родина Глядківських повернулась до України у Первомайське Одеської (нині Миколаївської) області, де жила мати Павла Анастасія Антонівна. Тут до кінця 1948 року Глядківський викладав німецьку мову у вечірній школі.

### Арешт
У Первомайському його було заарештовано 9 січня 1949 р.
Обвинувачення Глядківського зводилися до двох основних пунктів: по-перше, йому закидали співпрацю з «відомим українським буржуазним націоналістом Грушевським» та аспірантський стаж під проводом академіка, а по-друге, звинувачували у «пособництві окупантам», хоча, на дослідників, то скоріше було здобуття засобів для існування під час німецької окупації, ніж колабораціонізм.
У травні 1949 р. за постановою Особливої наради при Міністрі держбезпеки СРСР за «антирадянську націоналістичну діяльність» Павло Семенович був засуджений до 10 років концтаборів без конфіскації майна через відсутність останнього, і направлений до Озерного табору МВС СРСР.

### Звільнення
Попри тяжкий фізичний стан, Глядківський вижив і був звільнений 16 вересня 1954 р. як «інвалід з невиліковною хворобою».
Павло Семенович повернувся до Первомайська, де став бухгалтером. 1975 року, після смерті дружини, переїхав до сина у Київ. Помер у листопаді 1979 р.

## Спогади
Глядківський залишив написані 1975 року спогади про своє життя у сталінських таборах. Зі слів його сина Ігоря Павловича, існували ще спогади про арешт і перебування науковця у в'язниці, але вони були знищені самим Глядківським.